# Bounkiling (Département)

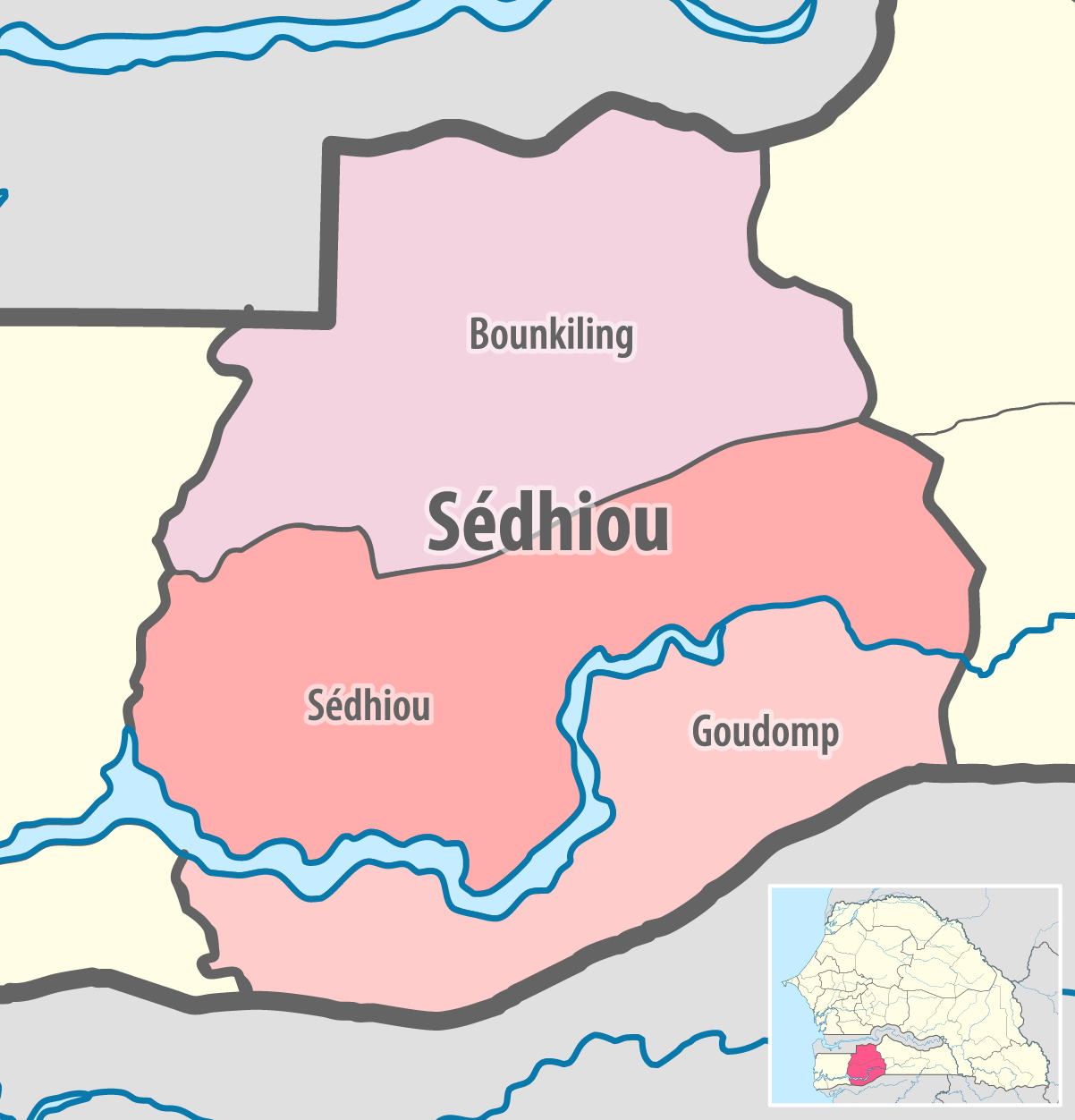
Département Bounkiling in der Region Sédhiou

Das Département Bounkiling mit der Hauptstadt Bounkiling ist eines von 45 Départements, in die der Senegal, und eines von drei Départements, in die die Region Sédhiou gegliedert ist. Es liegt im Zentrum der Casamance im südlichen Senegal zwischen dem Soungrougrou im Süden und Gambia im Norden.
Das Département hat eine Fläche von 2829,38 km² und gliedert sich wie folgt in Arrondissements, Kommunen (Communes) und Landgemeinden (Communautés rurales):
| Commune / Arrondissement | Communauté rurale | Einwohner 2013 |
| Bounkiling               | —                 | 6.416          |
| Madina Wandifa           | —                 | 12.205         |
| Ndiamacouta              | —                 | 7.179          |
| Boghal                   | Ndiamalathiel     | 14.688         |
| Boghal                   | Boghal            | 12.551         |
| Boghal                   | Tankon            | 20.700         |
| Boghal                   | Djinany           | 3.663          |
| Bona                     | Bona              | 8.833          |
| Bona                     | Diacounda         | 7.405          |
| Bona                     | Inor              | 8.633          |
| Bona                     | Kandion Mangana   | 1.635          |
| Diaroumé                 | Diaroumé          | 17.926         |
| Diaroumé                 | Diambati          | 10.274         |
| Diaroumé                 | Faoune            | 13.460         |
| Département              | —                 | 145.568        |